# Concepción Alfaya
María Concepción Alfaya López, (Madrid, 24 de diciembre de 1886-Madrid, 17 de octubre de 1945) fue una maestra, historiadora, etnógrafa y política española.

## Biografía
Bautizada María Concepción Alfaya López, hija de una familia gallega de la zona de Cangas, nació en Madrid, España, el 24 de diciembre de 1886. En 1912 concluyó su licenciatura en la Escuela de Estudios Superiores de Magisterio con premio extraordinario. Falleció en su ciudad natal el 17 de octubre de 1945.

### Trayectoria académica
Profesora sucesivamente de las Escuela Normales de Maestras en León (1912), Cuenca (1913) y de Segovia (1915); profesora de Historia de la Pedagogía en la Residencia de Señoritas de Madrid, inspectora de primera enseñanza (1933) y directora de las Misiones Pedagógicas en Segovia (1931-1936). Alumna distinguida de Rafael Altamira, que la introduciría en el equipo del Centro de Estudios Históricos, fue pensionada por la Junta para Ampliación de Estudios e Investigaciones Científicas en 1922 para estudiar en Francia y Bélgica. En 1935 solicitó otra beca a la JAE para ampliar sus trabajos sobre etnografía popular y sobre el uso del arte en la pedagogía en Rumanía, Italia y Checoslovaquia.
Además de su actividad docente, reunió entre 1913 y 1936 los siguientes cargos y honores: tesorera de la Junta de Protección de Menores, Miembro del Centro de Estudios Históricos, Agregada al Colegio Nacional de Sordomudos, Miembro de Honor del Comité de Mejoras de Segovia y Miembro de la sección de Etnografía de Madrid. En 1937, siendo profesora de Metodología de la Historia de la Escuela de Magisterio Primario de Segovia, la Junta de Defensa Nacional creada en Burgos por los militares sublevados, la dio de baja y separó del servicio; por lo que trasladándose a Madrid se incorporó al profesorado de la Escuela Normal n.º 2 de la capital española cercada por el ejército rebelde a la Segunda República Española. 

### Trayectoria política
Fue dirigente de Izquierda Republicana en Segovia, y candidata por la provincia de Pontevedra en las elecciones a Cortes Constituyentes de 1931, en representación del Partido Republicano vigués, integrado en la Alianza Republicana. Materializó su actividad política con la creación de talleres de bordado popular, comedores y roperos escolares.
En 1941 fue depurada y represaliada por la justicia franquista.

## Obras
- Influencia del medio social en la evolución mental de los escolares (1912);
- El mito y la historia. Su valor educativo (1918);
- Las clases sociales en Castilla (premio en el Certamen de Estudios Castellanos (1921);
- Noticias para la historia económica y social de España. Teorías económico-sociales (1800-1820) (1924);
- Noticias sobre algunas transformaciones sociales de la post-guerra en Bélgica. Asistencia y beneficencia, premio de la Academia de Ciencias Morales y Políticas en 1929;[10][6]
- Los bordados populares en Segovia (con la colaboración de su hermana Paz Alfaya López), en 1930; obra que figuró en la Exposición del Libro de Praga a petición del ministro de Checoslovaquia,[11] y que es quizá su libro más popular.[6][12]